# Géothermie en Île-de-France
La géothermie en Île-de-France est la première source d'énergie renouvelable de l'Île-de-France. Elle alimente des réseaux de chaleur urbains. 

## Nappes
À une profondeur de 1 500 m à 2 000 m, les nappes d'eaux souterraines du Dogger et du Trias, corrosives et impropres à la consommation, ont une température entre 55 et 80 °C permettant en 2019 de chauffer l'équivalent de 250 000 logements via une cinquantaine de réseaux de chaleur locaux, qui en feraient la plus grande concentration de chauffage urbain d'origine géothermique d'Europe selon le Bureau de recherches géologiques et minières (BRGM). Cinq installations ponctionnent la nappe de l'Albien, un peu moins profondes : Issy-les-Moulineaux, Le Plessis-Robinson, Boulogne-Billancourt (Hauts-de-Seine), Paris (ZAC Clichy-Batignolles) et le plateau de Saclay (Essonne).

## Historique
En 1969 furent réalisées dans la région de Melun des installations de pompage dans le Dogger pour une production énergétique de 70 GWh en 2009. Le premier choc pétrolier soutient l'essor de la géothermie dans les années 1970, mais l'élan est enrayé par le contre-choc enregistré à partir de 1992.
La technique est relancée quinze ans plus tard avec le soutien du Fonds Chaleur, une aide à l'investissement la géothermie gérée par l'ADEME. Des projets sont prévus pour 2020 et 2021 notamment à Champs-sur-Marne (Seine-et-Marne) et Bobigny-Drancy, ce dernier projet ciblant les nappes du Trias encore peu exploitées.

## Réseaux alimentés
En 2015, on compte 16 villes raccordées dans le Val-de-Marne, suivi par la Seine-Saint-Denis (7 sites, dont La Courneuve-Plaine commune), l'Essonne et la Seine-et-Marne (5 chacun), Paris (4) puis les Yvelines, le Val-d'Oise et les Hauts-de-Seine (3 installations). Le site de Chevilly-Larue, L'Haÿ-les-Roses et Villejuif dans le Val-de-Marne est le plus grand réseau externe du monde avec 37 000 équivalents logements.
En 2015, 36 sites produisent environ 1 100 GWh, soit plus des deux tiers de la production géothermique française, pour alimenter en chauffage et eau chaude plus de 200 000 logements dans lesquels vivent près de 500 000 habitants, et éviter le rejet de plus de 240 000 tonnes de CO2.

### En Seine-Saint-Denis
Historiquement implanté à La Courneuve avec plusieurs puits géothermaux et ayant recours principalement à la biomasse sur Saint-Denis, le SMIREC renforce son activité géothermale en créant un forage opérationnel en 2025 à Saint-Denis, puis un autre à Villetaneuse ( tous deux dans la nappe aquifère du Dogger) pour alimenter 10 000 équivalents logements vers  2026 dans le nord de Plaine commune.